# Gafisa
Gafisa S.A. est une entreprise brésilienne du secteur immobilier. Elle acquiert, gère et développe des projets immobiliers. La société opère également dans le génie civil et le secteur de la construction.

## Historique
En juin 2013, Gafisa SA a annoncé la cession de 70 % de sa filiale prestige Alphaville à la firme d'investissement privée Blackstone Real Estate Advisors LP et Patria Investimentos Ltda pour un total de $657 millions, ne conservant que les 30 % restants.

## Principaux concurrents
- Cyrela Brazil Realty
- Rossi Residencial